# Peter Fichtenbauer

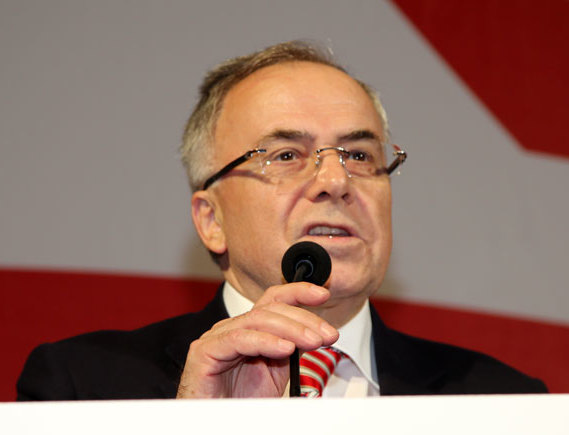
Peter Fichtenbauer (2013)

Peter Fichtenbauer (* 6. Juli 1946 in Alt-Dietmanns) ist ein österreichischer Rechtsanwalt und Politiker (FPÖ). Er ist ehemaliger Abgeordneter zum österreichischen Nationalrat und war von 2013 bis 2019 Volksanwalt.

## Leben

### Schule und Ausbildung
Peter Fichtenbauer besuchte zwischen 1952 und 1956 die Volksschule und danach die Hauptschule. 1957 wechselte er auf das Realgymnasium Waidhofen an der Thaya, das er 1965 mit der Matura abschloss. Danach leistete Fichtenbauer von 1965 bis 1966 seinen Präsenzdienst als Einjährig-Freiwilliger ab und wurde in der Folge Milizoffizier (seit Oktober 2005 Brigadier).
1966 begann er sein Studium der Rechtswissenschaften an der Universität Wien, das er 1970 mit der Promotion zum Dr. jur. beendete. Er wurde Mitglied der Ferialverbindung deutscher Hochschüler Waldmark in Gmünd (NÖ), welche vom DÖW als „anti-österreichisch“ und „völkisch“ eingestuft wird.

### Berufliche Karriere und Funktionen
Nach seinem Studium absolvierte Fichtenbauer zwischen 1970 und 1971 das Gerichtsjahr und war danach bis 1975 Rechtsanwaltsanwärter. Er legte 1974 die Rechtsanwaltsprüfung ab und arbeitet seit 1975 als selbständiger Rechtsanwalt in Wien.
Neben seiner Tätigkeit als Rechtsanwalt engagierte sich Fichtenbauer in zahlreichen Bereichen. Zwischen 1982 und 1986 war er Mitglied der Kommission zur Wahrung des Rundfunkgesetzes und zwischen 1984 und 1999 Ausschussmitglied der Rechtsanwaltskammer Wien. Zudem war Fichtenbauer Delegierter zum Österreichischen Rechtsanwaltskammertag, Prüfungskommissär für die Rechtsanwaltsprüfung und Beisitzer am Oberlandesgericht Wien im Bereich Arbeitsrecht, Experte in Untersuchungsausschüssen.
Fichtenbauer ist Präsident des Vereins Viribus Unitis – Verein der Freunde des Heeresgeschichtlichen Museums. Auch war er von 1984 bis 1987 Präsident der Gesellschaft für Österreichische Heereskunde und ist seit 2000 Schriftführer der Freunde der österreichischen Luftstreitkräfte. Er ist zudem Vorstandsmitglied des Personenkomitees 50 Jahre Stalingrad, des Austria-Instituts für Europa- und Sicherheitspolitik und Kuratoriumsmitglied der Kriegsgräberfürsorge Österreichischen Schwarzen Kreuzes (ÖSK).
Fichtenbauer war „zumindest bis 2006“, laut Dokumentationsarchiv des österreichischen Widerstandes (DÖW), Obmannstellvertreter des „Vereins zur Pflege des Grabes von Walter Nowotny“, einem Jagdflieger (Major) der Luftwaffe und NSDAP-Mitglied. Dieser wurde von den Nationalsozialisten als Held verehrt, und sein bis 2003 von der Stadt Wien gepflegtes Ehrengrab dient bis dato als Anlaufpunkt bisweilen rechtsradikaler Skinheads und Holocaustleugner und ist daher umstritten. Derzeit ist Fichtenbauer einfaches Mitglied des Vereins.
Außerdem ist er Mitglied des Kuratoriums des Nationalfonds der Republik Österreich für Opfer des Nationalsozialismus sowie der Österreichisch-Russischen Freundschaftsgesellschaft und der Österreichisch-Koreanischen Gesellschaft.
Fichtenbauer war Gesellschafter mehrerer Firmen. Zwischen 1992 und 2006 war er Aufsichtsrat bei der Wiener Städtischen Versicherung; seit 1999 ist er Mitglied des Aufsichtsrats der Trigon Bank Aktiengesellschaft in Wien. Von 2009 bis 2013 war er Vorstandsmitglied der Morgan-Familien-Privatstiftung.

### Politische Tätigkeit
Peter Fichtenbauer war bereits während des Studiums Mitglied des Rings Freiheitlicher Studenten und trat 1975 der FPÖ bei. Dort engagierte er sich zunächst im Atterseekreis. Erste Aufmerksamkeit erfuhr er, als er 2006, damals als ORF-Stiftungsrat, in einer Koalition aus SPÖ, BZÖ und Grünen die Abwahl der ORF-Generaldirektorin Monika Lindner mitunterstützte.
Er wurde bei der Nationalratswahl in Österreich 2006 (XXIII. GP) über den Wahlkreis 9D (Wien Süd) für die FPÖ in den Nationalrat gewählt. Er gilt als Vertrauter von Heinz-Christian Strache und wurde am 27. Oktober 2006 zu dessen Stellvertreter als Obmann des Freiheitlichen Parlamentsklubs gewählt. Fichtenbauer nahm im Hintergrund eine Schlüsselfunktion im Scheidungskrieg zwischen FPÖ und BZÖ wahr und ist als Präsident des Liberalen Klubs eine wichtige Verbindungsfigur zu den bürgerlichen FPÖ-Vertretern in Wien. Seine politischen Schwerpunkte liegen in den Bereichen Landesverteidigung, Justiz und Medien. Seit 2006 ist er Schriftführer des FPÖ-Bildungsinstituts. 2007 verfasste er die Thesen zu freiheitlichen Grundsätzen für Finanz und Wirtschaft und die justizprogrammatischen Forderungen der FPÖ.
In der Legislaturperiode bis 2013 (XXIV. GP) war er Mitglied in folgenden Ausschüssen:
Ständiger Unterausschuss des Ausschusses für innere Angelegenheiten; Ständiger Unterausschuss des Landesverteidigungsausschusses; Hauptausschuss; Ständiger Unterausschuss des Hauptausschusses; Unterausschuss des Landesverteidigungsausschusses; Unterausschuss des Justizausschusses; Außenpolitischer Ausschuss; Bautenausschuss; Justizausschuss; Landesverteidigungsausschuss; Verfassungsausschuss.
Seit 1. Juli 2013 ist er als Volksanwalt auf Bundesebene zuständig für das Polizei-, Fremden- und Asylrecht, die Landesverteidigung, die Land-, Forst- und Wasserwirtschaft, den Natur- und Umweltschutz, Gewerbe und Betriebsanlagen, Kindergärten, Schulen und Universitäten. Am 6. Juni 2019 wurde Walter Rosenkranz als Nachfolger von Fichtenbauer für die am 1. Juli 2019 beginnende Funktionsperiode vom Hauptausschuss des Nationalrates als Volksanwalt vorgeschlagen und am 13. Juni 2019 vom Nationalrat gewählt.

### Privates
Peter Fichtenbauer ist verheiratet und hat fünf Kinder.

## Auszeichnungen
- Silbernes Ehrenzeichen für Verdienste um die Republik Österreich (1996)
- Goldenes Ehrenzeichen für Verdienste um die Republik Österreich (2004)
- Militär-Verdienstzeichen (2009)
- Kommandeur des Verdienstordens der Italienischen Republik (2010)

## Publikationen
- mit Erich Reiter und Peter Wrabetz: Regelungen und Vereinbarungen der politischen Parteien (= Schriftenreihe zur politischen Kultur Österreichs. Band 1). Verlag Berichte und Informationen, Wien 1984, ISBN 3-900509-00-X.
- mit Christian Ortner: Die Geschichte der österreichischen Armee von Maria Theresia bis zur Gegenwart in Essays und bildlichen Darstellungen. Verlag Militaria, Wien 2015, ISBN 978-3-902526-71-7.
- mit Andreas Hauer: Parteiantrag auf Normenkontrolle. Systematische Darstellung der neuen "Gesetzesbeschwerde" mit Gesetzwerdungsprozess und Muster. Manz, Wien 2015, ISBN 978-3-214-08794-4.